# 新竹市市長
新竹市市長為中華民國新竹市的最高行政首長，任期四年，連選得連任一次，現任代理市長為台灣民眾黨籍的邱臣遠。

## 歷任首長

### 日治時期

#### 新竹市市尹（1930年設市）
| 任次 | 肖像 | 姓名 （生－卒）         | 在任時間       | 在任時間       | 備註 |
| ---- | ---- | ----------------------- | -------------- | -------------- | ---- |
| 1    |      | 山本正一 （1884－？）   | 1930年1月20日  | 1932年4月21日  |      |
| 2    |      | 政所重三郎 （1884－？） | 1932年4月21日  | 1934年9月3日   |      |
| 3    |      | 青木健一 （？－？）     | 1934年9月3日   | 1936年10月20日 |      |
| 4    |      | 池田斌 （？－？）       | 1936年10月20日 | 1937年8月16日  |      |
| 5    |      | 吉田駛馬 （1885－？）   | 1937年8月16日  | 1939年12月28日 |      |
| 6    |      | 矢野榮治 （？－？）     | 1939年12月28日 | 1940年10月28日 |      |

#### 新竹市市長（1940年更名）
| 任次 | 肖像 | 姓名 （生－卒）     | 在任時間       | 在任時間       | 備註 |
| ---- | ---- | ------------------- | -------------- | -------------- | ---- |
| 1    |      | 矢野榮治 （？－？） | 1940年10月28日 | 1942年8月7日   |      |
| 2    |      | 水崎格 （？－？）   | 1942年8月7日   | 1945年7月27日  |      |
| 3    |      | 森清吉 （1893－？） | 1945年7月27日  | 1945年10月25日 |      |

### 中華民國時期

#### 省署／省政府指派

##### 省轄市時期（第一次）
| 任次 | 姓名   | 黨籍 | 任職日期                      | 備註                         |
| ---- | ------ | ---- | ----------------------------- | ---------------------------- |
| 1    | 郭紹宗 |      | 1945年11月17日－1947年3月16日 | 新竹州接管委員會主任委員。   |
| 2    | 陳貞彬 |      | 1947年3月16日－1950年10月25日 | 行政區調整後調任新竹縣縣長。 |

#### 縣轄市時期
| 屆次 | 姓名                | 黨籍       | 任職日期                     | 備註           |
| ---- | ------------------- | ---------- | ---------------------------- | -------------- |
| 1    | 鄭雅軒              | 中國國民黨 | 1952年7月1日－1954年7月1日   | 民選首任。     |
| 2    | 鄭雅軒              | 中國國民黨 | 1954年7月1日－1957年7月1日   |                |
| 3    | 鄭雅軒              | 中國國民黨 | 1957年7月1日－1960年1月5日   |                |
| 4    | 鄭鴻源（1906-2006） | 無黨籍     | 1960年1月5日－1964年3月1日   |                |
| 5    | 姚棋輝（-2012）     | 中國國民黨 | 1964年3月1日－1968年3月1日   |                |
| 6    | 陳玉焜              | 中國國民黨 | 1968年3月1日－1973年4月1日   |                |
| 7    | 林樹華              | 中國國民黨 | 1973年4月1日－1977年12月30日 |                |
| 8    | 林樹華              | 中國國民黨 | 1977年12月30日－1982年3月1日 |                |
| 9    | 施性忠              | 無黨籍     | 1982年3月1日－1982年7月1日   | 改聘省轄市長。 |

#### 省轄市時期（1982年至今）
| 任次   | 肖像           | 姓名 （生－卒）       | 在任時間       | 在任時間       | 黨籍           | 屆次                                          | 備註                                                                      |
| ------ | -------------- | --------------------- | -------------- | -------------- | -------------- | --------------------------------------------- | ------------------------------------------------------------------------- |
| 1      |                | 施性忠 （1938－）     | 1982年7月1日   | 1983年12月31日 | 無黨籍         | 1                                             | 升格省轄市後首位 無黨籍市長。                                             |
| 代理   |                | 張賢東 （1936－2010） | 1983年12月31日 | 1984年4月7日   | 中國國民黨     | 1                                             | 臺灣省政府委員代理。                                                      |
| 代理   |                | 陳丕勣                | 1984年4月7日   | 1984年7月2日   | 中國國民黨     | 1                                             | 臺灣省政府民政廳第二科長代理。                                            |
| 1 (補) |                | 施性忠 （1938－）     | 1984年7月2日   | 1985年7月4日   | 無黨籍         | 1                                             | 首位在補選中重新當選的市長。                                              |
| 代理   |                | 孫良雄                | 1985年7月4日   | 1985年7月12日  | 無黨籍         | 1                                             | 新竹市政府主任秘書代理。                                                  |
| 代理   |                | 陳正雄 （1937－2008） | 1985年7月12日  | 1985年12月20日 | 中國國民黨     | 1                                             | 臺灣省政府委員代理。                                                      |
| 2      |                | 任富勇 （1940－2010） | 1985年12月20日 | 1989年12月20日 | 中國國民黨     | 2                                             | 升格省轄市後首位 中國國民黨籍市長。                                       |
| 3      |                | 童勝男 （1944－）     | 1989年12月20日 | 1993年12月20日 | 中國國民黨     | 3                                             |                                                                           |
| 3      | 1993年12月20日 | 童勝男 （1944－）     | 1997年12月20日 | 4              | 中國國民黨     | 升格省轄市後首位連任成功的 中國國民黨籍市長。 |                                                                           |
| 4      |                | 蔡仁堅 （1952－）     | 1997年12月20日 | 2001年12月20日 | 民主進步黨     | 5                                             | 首位 民主進步黨籍市長。                                                   |
| 5      |                | 林政則 （1944－）     | 2001年12月20日 | 2005年12月20日 | 中國國民黨     | 6                                             |                                                                           |
| 5      | 2005年12月20日 | 林政則 （1944－）     | 2009年12月20日 | 7              | 中國國民黨     |                                               |                                                                           |
| 6      |                | 許明財 （1953－）     | 2009年12月20日 | 2014年12月25日 | 中國國民黨     | 8                                             |                                                                           |
| 7      |                | 林智堅 （1975－）     | 2014年12月25日 | 2018年12月25日 | 民主進步黨     | 9                                             |                                                                           |
| 7      | 2018年12月25日 | 林智堅 （1975－）     | 2022年7月8日   | 10             | 民主進步黨     | 首位連任成功的 民主進步黨籍市長。             |                                                                           |
| 代理   |                | 陳章賢                | 2022年7月8日   | 10             | 2022年12月25日 | 無黨籍                                        | 新竹市政府秘書長代理。                                                    |
| 8      |                | 高虹安 （1984－）     | 2022年12月25日 | 2024年7月26日  | 臺灣民眾黨     | 11                                            | 首位 臺灣民眾黨籍市長。 · 首位女性市長。 · 以38歲成為當選時最年輕的市長。 |
| 代理   |                | 邱臣遠 （1981－）     | 2024年7月26日  | 現任           | 臺灣民眾黨     | 11                                            | 新竹市政府副市長代理。                                                    |

##### 附註
1. ↑  原新竹州大溪郡守。
2. ↑  改任專賣局酒課長兼菸草課長。
3. ↑  改任花蓮港廳長。
4. ↑  原臺東廳庶務課長。
5. ↑  原新竹州苗栗郡守。
6. ↑  原新竹州中壢郡守。
7. ↑  原臺北州海山郡守。
8. ↑  改任市長。
9. ↑  原高雄州潮州郡守。
10. ↑  縣轄市長改聘。
11. ↑  因案停職。
12. ↑  補選上任。
13. ↑  因案入獄被解職。
14. ↑  未獲提名連任。
15. ↑  連任失敗。
16. ↑  連任失敗。
17. ↑  任內辭職。
18. ↑  因貪污案停職。

## 外部連結
- 新竹市政府 （页面存档备份，存于）